# 필리핀 한국 원정군
필리핀 한국 원정군(타갈로그어: Puwersang Expedisyonarya ng Pilipinas sa Korea, PEPK / Hukbong Pinadala ng Pilipinas sa Korea, HPPK, 영어: Philippine Expeditionary Forces to Korea, PEFTOK)은 6·25 전쟁 당시 국제 연합의 요청에 의해 파병된 필리핀의 파병부대이다. 필리핀은 국제 연합 사령부에 연인원 7,500명의 병력을 보냈고, 이는 대한민국에 파병한 국가 중 5번째로 숫자가 많았다. 부대는 율동 전투와 이리고지 전투에서 활약했으며, 미국 제1기병사단, 제3보병사단, 제25보병사단, 그리고 제45보병사단에 배속되었다. 필리핀 해외원정군은 1950년 말부터 1955년까지 대한민국에 주둔했다.

## 배경
필리핀은 휴전 협정 이후인 1954년이 되어서야 서울에 공사관을 설치하였다. 한국전쟁 이전에는 한국에 상주하는 필리핀 외교사절이 없었음은 물론이고 국가간 교역이나 민간교류 또한 활발하지 않았다. 한국 전쟁 당시 필리핀-미국 관계에 핵심 인물이던 제4차 국제연합 총회 의장인 카를로스 로물 로와 당시 미국 주재 필리핀 대사로 워싱턴에 있던 미구엘 엘리살데는 다수의 채널을 통해 한국의 상황을 들을 수 있었다. 두 사람은 신속하게 파병 및 참전 주장을 전개하였으며 미국과 국제 연합의 요청에 발 빠르게 반응하였다.
국제연합은 한국전쟁을 "대한민국을 적화시키기 위하여 공산세력이 일으킨 불법 도발"로 규정하였다. 1950년 6월 27일 미 국무부는 당시 미 극동군 사령관이었던 맥아더를 한반도 작전의 최고 사령관으로 임명하였다. 맥아더는 필리핀 탈환전의 영웅이었으며 맥아더가 공산세력으로부터 한국을 보호하기 위해 전쟁에 참여한다는 소식은 필리핀에 큰 국민적 동요를 불러일으켰다. 마닐라 타임스에서 필리핀 스카우트 연맹(National Federation of Philippine Scout)은 미국과 함께 참전할의사가 있음을 밝히며 필리핀과 미국에 대한 충성심을 재고하는 결의문이 만장일치로 통과되었다고 밝혔다. 필리핀 스카우트 연맹은 31000명이 넘는 퇴역군인들로 형성된 단체로 이들의 반응은 필리핀이 개전당시 한국전쟁을 어떻게 바라보는지 보여주는 극명한 예이다.
당시 필리핀 대통령이 었던 카리노 대통령과 집권당이었던 국민당과 군부는 한국전쟁에 대한 판단을 쉽사리 내릴 수 없었으며 신중히 대외정세를 살폈다. 하지만 전쟁 발발 이후 미국과 유엔은 모든 제도적 수단을 통해 불법 침략을 범한 북한을 규탄하고 자유주의와 민주주의의 수호를 명분으로 내세우며 한국을 위해 싸워줄 것을 열국에 호소하였다. 필리핀은 이러한 미국과 국제연합의 요청을 거부할 수 없었다.
"오늘 우리는 우리의 역사에 경이적인 새 장을 쓰게 되었습니다. 여러분들은 우리의 땅에 우리의 자유를 지키기 위해 싸웠습니다. 여러분은 이제 그 자유를 보존하기 위해 외국땅으로 나갑니다. 우리는 가난합니다. 조국은 여러분들을 위대한 희생양으로 한국으로 보내게 되나, 여러분에게 투자한 모든 돈은 우리의 항구적인 해방과 자유를 위한 견실한 투자입니다"

-해외파병장병 환송식에서 키리노 대통령

### 독립 직후 필리핀의 안보 상황
1920년대와 1930년대부터 필리핀 자치정부와 미국으로부터 경계를 받았지만 1920년대 말 이후 공산주의 프로파간다가 빠르게 확산되었다. 후크발라합은 공산주의를 주장하는 항일 인민군이었다. 당시 미국은 소련과 손을 잡고 전체주의와 파시스트 문제를 해결 중에 있었는데 이에 따라 후크발라합은 공산주의 활동에 세계적 흐름을 따르는 것이라며 정당성을 주장하였으며 일본의 축출을 도우면 필리핀의 독립이 다시 재게 될것이라고 주장하였다. 하지만 공산주의 지도자하에 가장 큰 항일 무장단체가 있다는 것은 미국에게 부담이었으며 큰 위협이었다.
1946년 마누엘 로하스가 대통령 선거에서 승리하고 자유당이 필리핀 제 3공화국의 집권당이 되었다. 이들은 국가 안보에 위협이 된다고 판단하여 후크발라합 청산에 나섰다. 1946년 8월부터 후크발라합, 반란군과 정부군간의 전투가 시작되었고 이는 1948년까지 이어졌다. 당시 동남아시아 전체가 공산주의와 민주주의가 격돌하며 혼란기를 맞이하고 있었으며 이에 필리핀은 대외적인 안보 불안 또한 느껴야 했다. 미국의 경제적 지원은 이러한 상황속에서 턱없이 부족하였으며 미국은 지원에도 불구하고 나아지지 않는 필리핀의 상황에 경고성 조언까지 감수하였고 필리핀-미국의 관계는 틀어지고 있었다.

## 참전 전투

### 율동 전투
율동 전투는 필리핀 제10대대전투단이 연천 북방 율동에서 수행한 방어 전투이다. 22일부터 23일까지 중공군 제 34단의 공격을 저지하였으며, 터키여단과 미군부대들의 엄호를 성공적으로 완수하였다.

### 이리고지 전투
아스날·에리 고지 전투는 필리핀 제19대대전투단이 티본고지 남단의 아스날·에리 고지에서 수행한 방어전투이다. 15일부터 21일까지 중공군 제117사단으로부터 고지를 백병전을 통해 지켜냈다.

### 백석산 전투
백석산-크리스마스고지 전투는 필리핀 제144대대전투단이 백석산-크리스마스고지에서 수행한 방어전투이다. 15일부터 18일까지 백석산-크리스마스고지 부근의 공산군 진지를 점령하고 중공군의 역습을 격퇴하였다.

## 참전 현황

### 지휘관 및 참전기간
필리핀은 총 5개 대대와 7천여 명의 장병을 1950년부터 1955년까지 파병 지원하였다.
| 부대명                      | 지휘관 | 지휘관            | 지휘관          | 비고                                           |
| 부대명                      | 계급   | 성명              | 참전기간        | 비고                                           |
| --------------------------- | ------ | ----------------- | --------------- | ---------------------------------------------- |
| 제10대대전투단(Stead On)    | 중령   | Mariano C. Azurin | 1950.09~1950.11 | 미 제25사단, 미 제187공수연대, 마 제3사단 배속 |
| 제10대대전투단(Stead On)    | 중령   | Dionisio S. Ojeda | 1950.12~1951.09 | 미 제25사단, 미 제187공수연대, 마 제3사단 배속 |
| 제20대대전투단(Leaders)     | 중령   | Salvador Abcede   | 1951.09~1952.06 | 미 제3, 45사단 배속                            |
| 제19대대전투단(Bloodhounds) | 중령   | Ramon Z. Aquirre  | 1952.06~1953.04 | 미 제45사단 배속                               |
| 제14대대전투단(Avengers)    | 중령   | Nicanor Jimenez   | 1953.04~1954.04 | 미 제45사단 배속                               |
| 제2대대전투단(Black Lions)  | 중령   | Antonio De Veyra  | 1954.04~1955.05 |                                                |

### 참전인원
1. 연 참전인원: 7420명

### 전사상자 수
- 전사: 112명
- 부상: 299명
- 실종: 57명(이중 41명은 포로교환으로 귀환)

### 상훈

#### 대통령 부대표창
| 부대                       | 국가 및 전투명                   | 표창일      |
| -------------------------- | -------------------------------- | ----------- |
| 제20대대                   | 한국, T-bone 전투                | 1952. 6. 11 |
| 제19대대                   | 한국, 알세날 및 에리에 전투      | 1952. 7     |
| 제14대대                   | 한국, 사태리 계곡 및 백석산 전투 | 1953. 12. 6 |
| 제10대대 B중대 및 특수중대 | 필리핀, 율동전투                 | 1951. 9. 5  |
| 제14대대                   | 필리핀, 전 참전기간              | 1954. 3     |

#### 개인 훈장
| 국별   | 훈장종류                    | 수량 |
| ------ | --------------------------- | ---- |
| 한국   | 을지무공훈장                | 8    |
| 한국   | 충무무공훈장(금성)          | 4    |
| 한국   | 충무무공훈장(은성)          | 13   |
| 한국   | 충무무공훈장(무성)          | 8    |
| 필리핀 | Medal for Valor             | 1    |
| 필리핀 | Distinguished Conduct Star  | 6    |
| 필리핀 | Distinguished Service Star  | 1    |
| 필리핀 | Gold Cross Medal            | 14   |
| 필리핀 | Bronze Cross Medal          | 10   |
| 필리핀 | Military Merit Medal        | 159  |
| 미국   | Distinguished Service Cross | 2    |
| 미국   | Silver Star                 | 8    |
| 미국   | Legion of Merit             | 2    |
| 미국   | Bronze(V)                   | 5    |
| 미국   | Bronze(M)                   | 58   |
| 미국   | Air Medal                   | 5    |

## 필리핀군 참전 기념비
1974년 10월 2일 한국정부는 필리핀군 참전 기념비를 경기도 고양시 관산동에 건립하였다. 고양은 필리핀군의 주전장이었으며 기념비를 통해 필리핀군 참전의 의의를 살리고 필리핀과 한국사이의 혈맹을 영원히 기리고자 하였다.
기념비에 조각된 50명의 모습과 표정은 절망과 좌절을 딛고 일어난 우리 국민의 자유와 평화를 추국하는 모습이며, 탑신 전면의 부조는 필리핀 고유 민속 문화를 표현한 것이다.

## 같이 보기
- 6.25 전쟁 유엔군 파병 국가

## 참고 문헌
- 국가보훈처, 《자유의 수호신, 한국과 필리핀-필리핀군 6·25전쟁 참전사》
- 육효군, 《필리핀의 한국전쟁 참전 연구》